# Державний експертний центр Міністерства охорони здоров'я України
Державний експертний центр Міністерства охорони здоров'я України (ДЕЦ МОЗ України), раніше Державний фармакологічний центр МОЗ України — уповноважена Міністерством охорони здоров’я України спеціалізована експертна організація у сфері доклінічного вивчення, клінічних випробувань та державної реєстрації лікарських засобів (ЛЗ) (в тому числі медичних імунобіологічних препаратів) в межах, що визначені законами України “Про лікарські засоби” та “Про захист населення від інфекційних хвороб”, яка також є головною організацією у сфері здійснення фармаконагляду, стандартизації медичної допомоги та медичного, в тому числі фармацевтичного, обслуговування, включаючи розробку відповідних медико-технологічних документів та проектів нормативних актів, що заснована на державній власності та належить до сфери управління Міністерства охорони здоров’я України.

## Наукові періодичні видання
Фармацевтичний журнал — науково-практичний журнал з питань фармації, включений до переліку видань ВАК України, в яких можуть публікуватись основні результати дисертаційних робіт на здобуття наукового ступеня кандидата (доктора філософії) і доктора наук за науковими спеціальностями з фармації і фармакології, індексується Google Scholar.
Електронна версія представлена на сайті НБУ ім..В. І. Вернадського (http://www.irbis-nbuv.gov.ua [Архівовано 12 жовтня 2014 у Wayback Machine.]). Головний редактор — із 2013 року  професор Трохимчук В. В.

## Керівники установи
- 12 березня 1990 — лютий 1992 — Іван Сергійович Чекман, Голова Фармакологічної комісії, д.м.н., професор, чл. кор. АМН України, директор Київського НДІ фармакології та токсикології МОЗ України, завідувач кафедрою фармакології Київського Медичного Університету.
- 14 лютого 1992 — листопад 1992 — Володимир Йосипович Кондратюк (1935—1992), д.м.н., професор.
- 3 грудня 1992 — серпень 1997 — Надія Іванівна Шарикіна, Голова Фармакологічного комітету, д.м.н., професор, зав. відділом онкології Інституту фармакології та токсикології АМН України.
- 1 вересня 1997 — березень 1999 — Володимир Семенович Даниленко (1937—2000), Голова Фармакологічного комітету МОЗ України, д.м.н., професор.
- 31 березня 1999 — лютий 2000 — Петро Іванович Середа, д.м.н., професор, зав. кафедрою Київського медичного Університету ім. Академіка Богомольця О. О.
- 22 лютого 2000 — лютий 2005 — Олександр Вікторович Стефанов (1950—2007), академік АМН України, доктор біологічних наук, професор, Академік АМН України
- 5 квітня 2005 — 31 грудня 2009 (з 31.12.2009 р. по 30.05.2010 р. виконував обов'язки директора) — Віктор Тимофійович Чумак, кандидат хімічних наук.
- 01 червня 2010 — 23.04.2012 — Василь Євгенович Бліхар, кандидат медичних наук.
- 03 травня 2012 — 04 квітня 2013 — Михайло Митрофанович Нестерчук.
- 21 червня 2013 р. — 01 грудня 2014 р.  — Нагорна Олена Олександрівна.
- 02 грудня 2014 р. — 15 квітня 2015 р. — Шкробанець Ігор Дмитрович.
- 31 грудня 2015 р. — 15 серпня 2016 р. — Талаєва Тетяна Володимирівна.
- 07 листопада 2016р. — 09 листопада 2020р. — Думенко Тетяна Михайлівна.
- 01 лютого 2021 — теперішній час — Бабенко Михайло Миколайович[2][3], Директор ДП «Державний експертний центр Міністерства охорони здоров'я України»